# Maison Wilfrid-Laurier
La maison Wilfrid-Laurier est une maison située au 16, rue Laurier Ouest à Victoriaville au Québec (Canada). Cette maison de style italianisant a été construite en 1876 pour Wilfrid Laurier (1841-1919) et son épouse Zoé Lafontaine (1841-1921). Elle a été habitée comme résidence principale par le couple de sa construction à 1897, date à laquelle Laurier est devenu Premier ministre du Canada, et ensuite comme résidence secondaire jusqu'à leurs morts. Elle a été achetée en 1928 par deux hommes d'affaires montréalais qui la cèdent au gouvernement du Québec dans le but qu'il en fasse un musée, le musée Laurier.
La maison est classée immeuble patrimonial en 1989 par le ministère de la Culture et des Communications. En 2000, elle est désignée lieu historique national du Canada par la commission des lieux et des monuments historiques du Canada et a été citée site patrimonial par la Ville de Victoriaville.